# Apple I

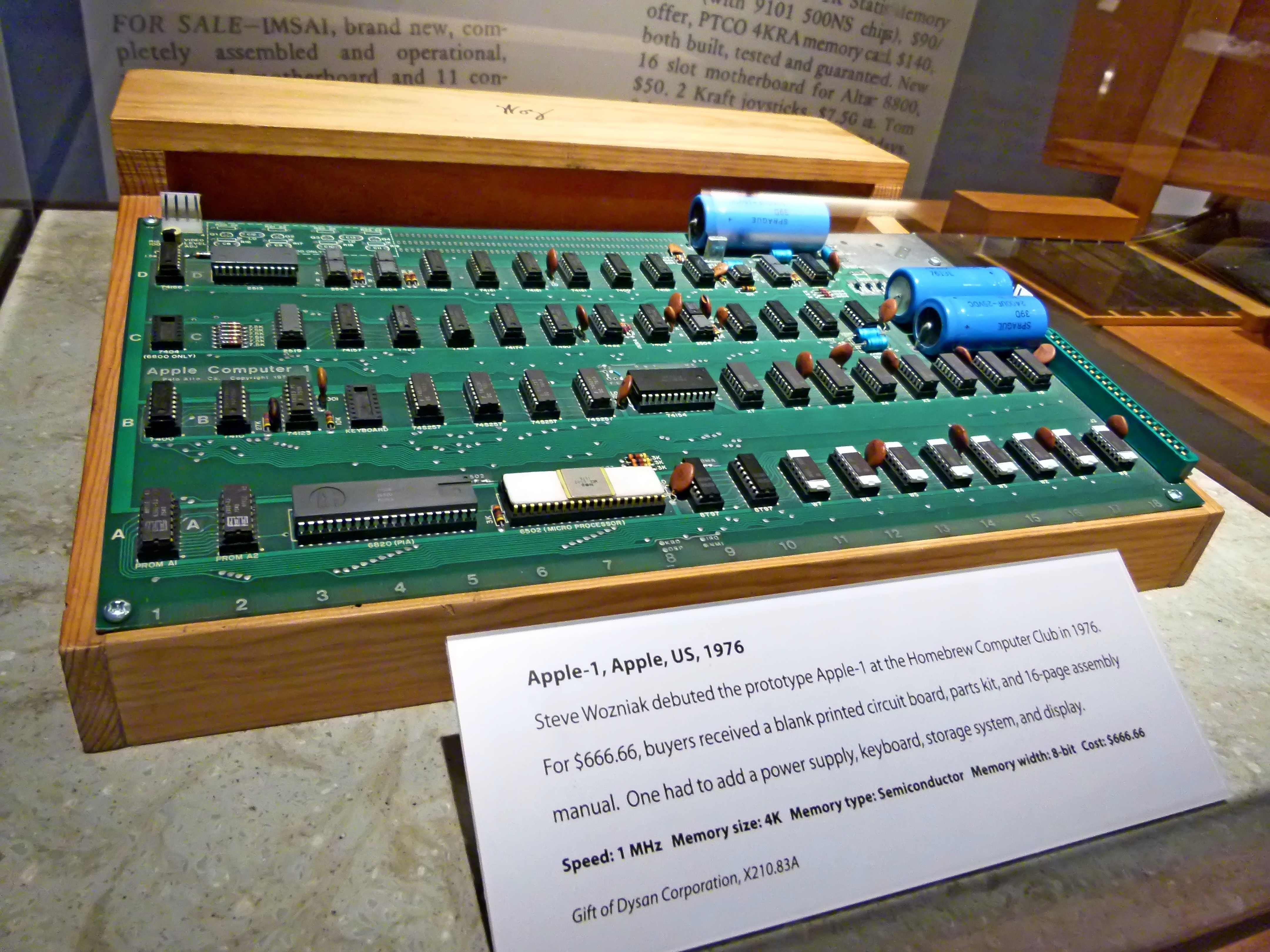
Hauptplatine des Apple I

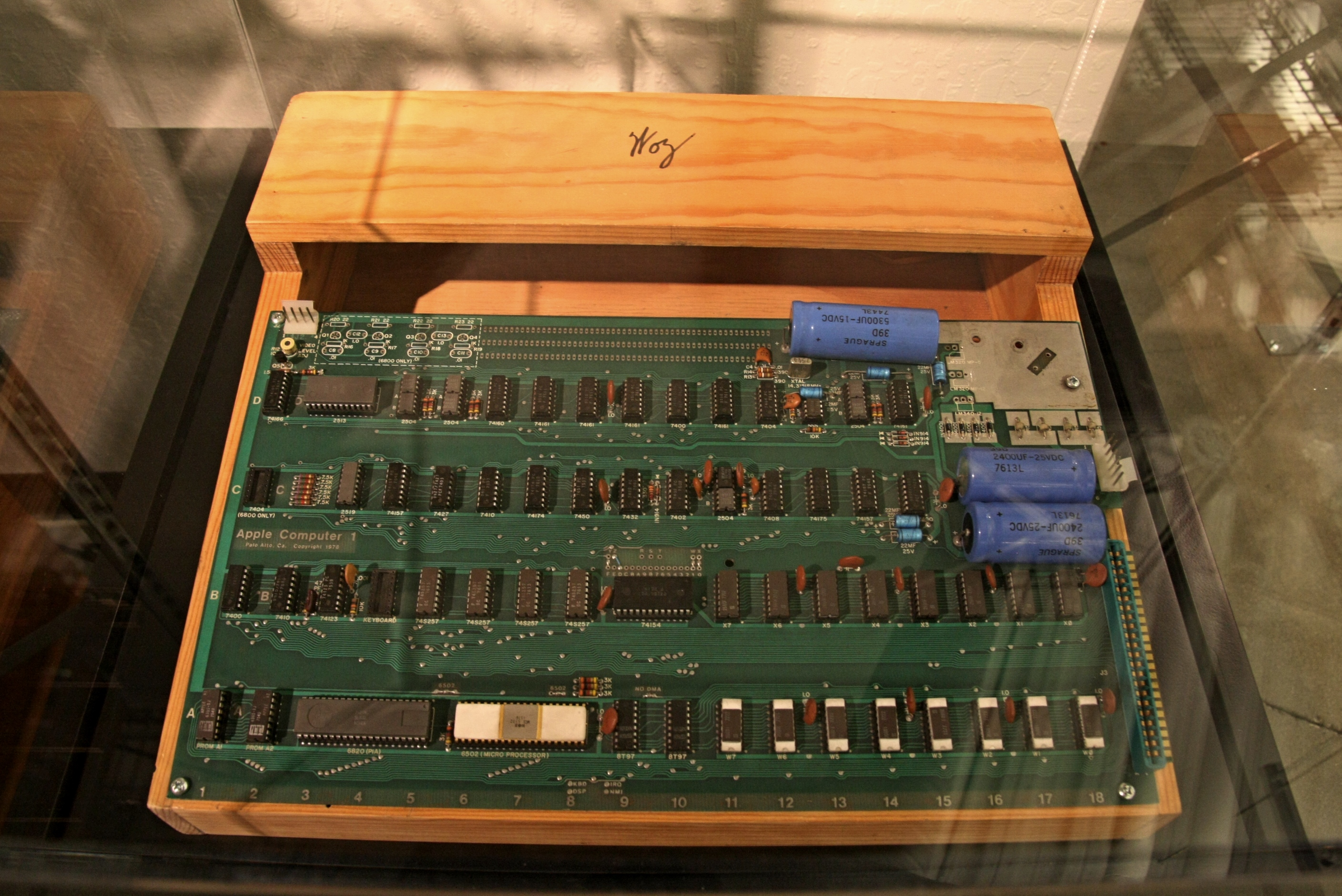

Der Apple I war ein von Stephen Wozniak entwickelter Personal Computer (PC) des US-amerikanischen Unternehmens Apple. Als erstes Gerät der Welt war er mit 666 US-Dollar für Privathaushalte erschwinglich und zugleich von Haus aus mit allen benötigten Anschlüssen ausgestattet, um ihn auf moderne Weise per Tastatur und Monitor zu bedienen (statt der bislang üblichen Kippschalter und Lämpchen der damaligen Rechner des unteren Preissegments). Aus diesem Grund wird er auch als erster PC der Welt bezeichnet.

## Entwicklung
1975 arbeitete Wozniak für den Computerhersteller Hewlett-Packard und erkannte, dass die Kosten für die Komponenten so weit gefallen waren, dass auch preisgünstige Heimanwendungen möglich sein müssten. Der Journalist Steven Levy beschreibt in seinem Buch Hackers – Heroes of the Computer Revolution Wozniak als genialen Computer-Hacker, der es schaffte, dank eines pfiffigen Designs und der sparsamen und ungewöhnlich effizienten Ausnutzung der Chips einen besonders preiswerten Computer zu entwickeln. Mit Tastatur und Bildschirm (zunächst in Form von Monitoren für Überwachungskameras) war er für die damaligen Verhältnisse leicht zu bedienen und zugleich für Privathaushalte erschwinglich und so für einen vollkommen neuen Markt verfügbar; es entstand mit dem Apple I der weltweit erste in Serie hergestellte PC. Erst Geräte wie dieses lösten das aus, was Levy in seinem Buch als Computer Revolution bezeichnet.
Der Entwickler Steve Wozniak war ein prominentes Mitglied des Homebrew Computer Clubs, der als „Schmelztiegel für eine ganze Branche“ bezeichnet wurde und aus dem zahlreiche Computerunternehmen entsprungen sind. Eines der Unternehmen ist Apple, wobei Wozniak 1976 zusammen mit seinem Freund Steve Jobs und Ronald Wayne einer der Gründer ist. Sein Computer wurde zwar vor der Unternehmensgründung entwickelt, aber dann dort in Serie produziert und unter dem Namen Apple I verkauft. Zusammen mit dem Nachfolgemodell Apple II sind dies die letzten industriell hergestellten Computer, die von einem einzelnen Entwickler entworfen wurden.

## Beschreibung
Der Apple I wurde am 1. April 1976 auf einem Treffen des Homebrew Computer Clubs vorgestellt und war ein Einplatinencomputer. Er war ausgestattet mit einer Videoschnittstelle (die auf einen schwarz-weißen Textmodus beschränkt war), 4 KB dynamischem RAM und dem Mikroprozessor 6502 von Rockwell International (eine Entwicklung von MOS Technologies). Das Video-System war auf eine sehr eigenwillige Weise aufgebaut, es nutzte Schieberegister als Bildschirmspeicher, da diese damals noch billiger waren als die gleiche Menge dynamisches RAM.
Der eigentliche Rechner wurde von Apple als fertig bestückte Platine geliefert und musste vom Händler oder Besitzer zusammengesetzt werden, der außerdem noch ein Netzteil, eine Tastatur, einen Bildschirm und optional ein Gehäuse zukaufen musste. Als einziges Peripheriegerät gab es ein Kassetten-Interface, mit dem sich in Kombination mit einem herkömmlichen Kassettenrecorder Programme auf Audiokassetten speichern und von diesen wieder laden ließen. Nur mit diesem Interface ließ sich die Integer-BASIC-Programmiersprache nutzen, die damals noch Apple BASIC genannt wurde; denn der Interpreter musste von Kassette hinzugeladen werden, da er sich noch nicht im ROM befand. Ohne das Interface konnte der Computer lediglich über einen Maschinensprachemonitor programmiert werden.
Die Idee des Apple I wurde nach der Vorstellung des Rechners von dem lokalen Computerhändler The Byte Shop aufgegriffen, der bei Wozniak und Jobs 50 Geräte bestellte. Diese 50 Geräte mussten aber voll aufgebaut geliefert werden – das war die Bedingung von Byte Shop.
Insgesamt wurden über einen Zeitraum von zehn Monaten circa 200 Apple I zu einem Einzelpreis von 666,66 US-Dollar verkauft; danach wurde der Apple I durch den Apple II abgelöst, der zum Welterfolg wurde.

## Sammlerwert
Bedingt durch die geringe Stückzahl und die Bekanntheit der Marke Apple gehört der Apple I zu den gefragtesten Sammlerstücken im Computerbereich. Es sind 70 namentlich erfasste Exemplare bekannt, wobei die tatsächlich existente Stückzahl deutlich darüber liegen dürfte. Wie viele tatsächlich noch funktionsbereit sind, lässt sich nicht sagen, zumal viele Besitzer das möglicherweise fragile Sammlerstück aus Angst vor Schäden nicht mehr in Betrieb nehmen wollen. In renommierten Auktionshäusern werden Apple-I-Computer regelmäßig für mehrere 100.000 Euro versteigert (2010 bei Christie’s für ca. 157.000 Euro, Juni 2012 bei Sotheby’s für 300.000 Euro, November 2012 bei Auction Team Breker für fast 500.000 Euro und im Mai 2013 in Köln für 516.461 Euro). Im Oktober 2014 zahlte das Henry Ford Museum bei einer Versteigerung in New York City für einen Apple I 905.000 US-Dollar (708.000 Euro). Am 20. Mai 2017 versteigerte das Auktionshaus Breker ein weiteres, noch betriebsbereites Exemplar des Apple I inklusive Handbuch, Originalrechnung und Herkunftsnachweis für 110.000 Euro. Hier war im Vorfeld der Versteigerung der Schätzpreis mit einer Höhe zwischen 180.000 und 300.000 Euro beziffert worden. Laut einem IT-Experten gibt es weltweit derzeit nur noch acht funktionsfähige Geräte.
Christie’s versteigerte im Juni 2016 einen Apple-1 für 355.500 USD. Charitybuzz im September 2017 für 401.000 USD und Bonhams im Dezember 2017 für 372.000 USD.
Im Mai 2015 wurde bekannt, dass eine Frau aus der San Francisco Bay Area bereits Wochen zuvor einen Apple I zusammen mit anderem Elektronikschrott bei einem Recyclingunternehmen abgegeben hatte. Nach dem Tod ihres Mannes hatte sie das Haus aufgeräumt und war sich offensichtlich nicht über den Wert des Gerätes im Klaren. Das Recyclingunternehmen glaubte zunächst, es sei ein Nachbau bzw. eine Fälschung, verkaufte das echte Gerät dann aber für 200.000 USD an einen privaten Sammler. Der unbekannten Frau wurde öffentlich angeboten, dass sie vorbeikommen und sich einen Scheck über wenigstens die Hälfte des Erlöses abholen könne.
Bob Luther, Autor von The First Apple, bezeichnet das Gerät als „Heiligen Gral“ für Techniksammler, wenn man bedenkt, dass von den 200 gebauten Exemplaren die erste Charge von 50 Stück in der Garage von Jobs Eltern entstand.

## Nachbau
Ein kompatibler Nachbau des Apple I, genannt Replica I, wurde 2003 von Vince Briel gebaut. Als Ersatz für die TTL-Bausteine, von denen einige nicht mehr erhältlich sind, wurden zwei Mikrocontroller verwendet. Der Verkaufspreis des Bausatzes beträgt etwa 160 US-Dollar. Die Verwendung der Originalsoftware wurde von Steve Wozniak genehmigt.
2006 wurde ein weiterer Apple-I-Nachbau vorgestellt, der A-ONE. Er ist eine Entwicklung von Franz Achatz und San Bergmans, die beim Circuit Cellar Atmel AVR Contest 2006 in den Vereinigten Staaten als exzellente Entwicklung ausgezeichnet wurde.

## Apple-1 in deutschen Museen
- Deutsches Museum München[21][22]
- Nixdorf Museum Paderborn[23][24]